# 中考
“中考”，是中国大陆对高级中等教育学校（普通高中、职业高中和中等职业学校）的招生考试及初级中等学校义务教育毕业学业水平考试的统称，是中华人民共和国重要的全国性考试之一。
中考是由接受义务教育的初中毕业生和具有同等学力的考生参加的选拔性考试。中考于一般于每年的6月举行，考试时间和名称因各地考试安排不同。中考由各省级人民政府教育主管部门统筹，省级教育考试院或地级、县级考试委员会组织调度，根据省级教育考试院公布的《考试大纲》由省级教育考试院或实行自主命题的地方命题。
中考取得的分数，意味着考生是否能进入普高就读。与高考不同，中考的考试内容、满分、科目等，不具有普遍性。没有取得能够进入普高就读所需的成绩时，就读职高与外出打工会是常态。
中考一般采闭卷考试形式，个别地区因其科目设置可以携带纸质材料入场。文化考试科目通常为语文、数学、外语、物理、化学、历史、道德与法治、生物学、地理。而素质考试科目通常为音乐、美术、体育与健康、信息技术、英语口语、理科实验操作、综合素质评价。

## 名称
中考是对中华人民共和国九年义务教育之后的毕业、升学考试的称呼，由于部分地方实行“两考合一”，即初中学业考试和高中招生考试合一的考试制度，所以部分地区会命名为“初中毕业和高中阶段招生考试”或者其它相似的名称。现时，各地对中考的命名各有不同。包括：
- 初中学业水平考试（大多数）
- 初级中等教育毕业考试
- 初级中等教育学历考试
- 初级中等教育学业考试
- 初中毕业生学业考试（天津市、江苏省南京市、湖北省武汉市、福建省、贵州省贵阳市、浙江省温州市、浙江省嘉兴市、湖北省襄阳市、甘肃省兰州市、辽宁省铁岭市、遼寧省抚顺市、遼寧省本溪市、遼寧省葫芦岛市）
- 初中毕业生学业水平测试（新疆维吾尔自治区乌鲁木齐市）
- 初中毕业、升学考试（青海省）
- 初中学业水平暨高中招生考试（重庆市）
- 初中毕业暨中等学校招生考试（江西省南昌市）
- 初中学生学业水平考试（上海市）
- 初中毕业学业考试（安徽省）
- 初中毕业暨高中阶段各类学校招生考试（福建省厦门市、宁夏回族自治區银川市）
- 初中学业水平考试（新疆维吾尔自治区和新疆生产建设兵团、山东省泰安市、湖南省长沙市）
- 初中升学考试（黑龙江省哈尔滨市）
- 初中学生学业考试（山东省）
- 高级中等学校招生考试（北京市）
- 高中阶段教育学校统一招生考试（四川省成都市）
- 初中学业水平考试暨高中阶段学校招生考试（四川省宜宾市）
- 初中学业水平考试（陕西省）

《教育部关于进一步推进高中阶段学校考试招生制度改革的指导意见》指示：在2020年前，全国初步形成“基于初中学业水平考试成绩、结合综合素质评价的高中阶段学校考试招生录取模式”，“已经实行『两考合一』的地区要统一规范为初中学业水平考试，个别没有实行“两考合一”的地区要积极创造条件逐步过渡到初中学业水平考试”。
但专家否认将取消中考，同时也指出现阶段高中不会纳入义务教育。

## 准备与流程
通常来说，考试以省级教育考试院统一命题。近年来，除直辖市外，一部分地区多为以县市为单位进行命题。而阅卷和招生工作则多以县市为单位开展
考试通常分为笔试部分，体育加试部分和政策性加分部分。前两者组成为标准的中考满分。所谓的政策性加分是指由于学生具有省市级、地市级、县市级（或区县级）三好学生、学生的特长获得大陆地区的等级证书、学生为伤残军人子弟、少数民族或海外侨胞子弟等特殊身份，而给予的加分政策。虽然地区政策不同，但是一般来说少数民族、伤残军人子弟以及海外侨胞都是在每科成绩上加1至3分。通常来说累计加分不会超过30分。

## 考试科目
在中国大陆的不同地区，中考的具体科目、形式、分值、命题方式、难度等情况都是有所不同的。普遍来说，中考是由语文、数学、外语（大部分地区为英语，部分地区考生可选考日语、俄语等。部分地区外语考试包括笔试、听力、口语表达部分）、物理、化学和体育与健康组成，有些地方包括历史和道德与法治（政治），个别地区包括地理和生物及实验技能与操作等，少数民族地区的考生还可能选考少数民族语文。部分地区历史、道德与法治、地理科目为开卷考试，有的地区甚至允许携带一切纸质材料。在新疆维吾尔自治区的中考，非汉族学生在考语文时可以携带教科书和新华字典，但后续不少地区出于与普通高中文科教育衔接需要逐渐将历史、道德与法治科目的开卷考试恢复为闭卷。
在中考前夕，各地市一般会统一举行两次模拟考试（部分地市为三次）。中考以省（直辖市）为单位出题，但是部分省将中考的命题权赋给所属的地级市。这项考试是文化大革命之后，继全国普通高等学校招生入学考试后恢复的第二项考试制度。在中国大陆地区，中考即指高级中学招生考试，每年的六月上中旬为全国中考开考时期（部分地区在六月下旬开考、极个别地区在七月初开考）。由于通常是省级、地级市级考试机构出卷，所以中考的全称也不尽相同。
在复考之后的1980年代，中学的毕业考试和中考是合一的，即如果学生的中考分数不及格，那么就将面临无法毕业的后果，即使有高中录取，这些不及格的学生也会以“初中肄业”为由而被高中拒绝，俗称退档，即退回档案。但部分地区有中考的补考制度。自1990年代初叶开始，各地将毕业和升学考试分开，不过上海市等省市之后又再次实行毕业升学“两考合一”的制度。
中考的难度与高考相比較小。难度系数一般控制在0.7—0.8之间（即如果该科考试满分100分，所有学生的平均得分应在70—80分之间）。

## 争议
就体制而言，中考和高考被认为是中国大陆应试教育的重要标志。尽管近些年部分地区实行课改，官方声称在中考的命题上开始偏向能力方面，但是中考仍然被认为是中国应试教育的产物，不符合当局所倡导的素质教育理念。中考相对高考而言，难度系数偏小，这也使得招生时很难将考生按照分数梯次划分，因此常常会出现一个地区几百人甚至几千人分数相同的现象。 
由于中考决定了学生将会进入什么样的高中，而高中的办学质量也是影响高考分数的重要因素，所以考生中考失败后没有复考的机会，但允许留级的学生再次参加考试，不过通常都会给予这些考生以一些惩罚性的措施。这些措施通常以每科扣除1分或者政策性加分不计为主。
中国大陆地区的学生，家长和老师都将中考视为学生的人生中仅次于高考的重要考试，认为这样的考试是学生成功走向社会的唯一通道，也会认为它们二者同样重要。因此，中考也像高考一样，带动了一系列“中考产业”的蓬勃发展。它的积极一面是带动了教辅资料、参考书市场的经济发展，而消极的一面则是催生了作弊的不良现象。在中考中，监考老师曾发现很多考生用“间谍设备”作弊，如使用微型耳机，微型麦克，显影笔等设备来作弊。同样地，因为中考十分重要，所以中国大陆各地曾发生了试卷被盗、教师考前透露试卷答案、甚至整个考场的教师和学生串通作弊等事件。在湖南，曾经发生了某个学生因为不配合同考场的另一个学生作弊而惨遭对方殴打致死的事件。
在中国大陆很多地区，中考的招生出现了诸多不公平的现象。例如，如果考生的中考分数没有达到学校的录取分数线，那么学生家长会向校方行贿，以达到通过“找关系”、“走后门”等途径进入所选学校之目的。在2011年宜昌市中考的招生期间，数名有资格进入某省级示范高中的毕业生没有被学校成功录取。经查证，没有被录取的原因是先前有大量未达到分数线的学生通过一些不正当渠道进入了这所省级示范高中，并非法将学校的录取名额占满。这种不正当的行为使这数名学生无法入学。

2016年，菏泽中考招生考试结束后，多门考题疑似泄露。2016年6月12日12时25分，山东省菏泽市人民政府新闻办公室官方微博发布了回应信息：
针对部分网民和学生家长反映的“2016年中考区实验泄题”一事，市政府高度重视，迅速成立了由市监察局、市公安局、市信访局等有关部门组成的联合工作组，认真展开深入调查。一旦发现违纪违法行为，将一查到底，严肃处理，绝不姑息。事件调查进展情况，将及时发布相关信息。

### 腳注
1. ↑  . news.sina.com.cn.   [2018-05-26]. （原始内容存档于2018-05-26）.
2. ↑  chinanews. . www.chinanews.com.   [2018-05-26]. （原始内容存档于2018-05-26）.
3. ↑  功能类似于当前的学业水平考试，要求所有学生到达及格水平方允许毕业。
4. ↑  .   [2007-05-17]. （原始内容存档于2006-06-17）.
5. ↑  .   [2007-05-17]. （原始内容存档于2014-03-09）.
6. ↑  . （原始内容存档于2016-08-06）.